# Meaza Ashenafi
Pour les articles homonymes, voir Ashenafi.
Meaza Ashenafi, née en 1964, est une avocate éthiopienne spécialiste du droit des femmes, fondatrice de l'association éthiopienne des femmes juristes (Ethiopian Woman Lawyers Association, EWLA) et de la banque Enat. En novembre 2018, elle devient présidente de la Cour suprême éthiopienne, jusqu'en janvier 2023, où elle démissionne de cette fonction.

## Biographie

### Jeunesse
Meaza Ashenafi est née en 1964,, à Assosa, circonscription de l'État Benishangul-Gumuz en Éthiopie. Dans ce village rural situé à huit cents kilomètres à l'ouest d'Addis Abeba, elle grandit dans une maison sans équipement moderne. Elle est la cinquième enfant d'une fratrie de cinq filles et quatre garçons. Son père, fonctionnaire, a été maire d'Assosa. Sa mère, Askalech Tegegn, issue d'une famille orthodoxe, élève ses enfants d'une main ferme et tient à ce que toutes ses filles soient scolarisées. Meaza Ashenafi va à l'école tôt puis au collège d'Assosa. La justice devient très rapidement sa passion. Elle se révèle très bonne élève ainsi qu'extrêmement irritée par l'injustice au point d'être arrêtée, adolescente, à deux reprises. Le mois de ses 17 ans, elle entre à l'université d'Addis-Abeba, la capitale éthiopienne, pour étudier le droit. Pendant cette période d'études, elle est très solitaire, seule fille dans une classe de cinquante hommes, ce qui la renforce et la mûrit. Dans la promotion 1986 de l'université, elle est l'unique femme diplômée en Droit (LL.B).

### Carrière professionnelle
De 1989 à 1992, Meaza Ashenafi est juge de la Haute Cour éthiopienne. Elle y supervise des affaires criminelles. Cependant, elle change de voie après une affaire où elle a condamné un homme à un an de prison sans savoir qu'il élevait seul ses huit enfants avec un petit salaire. En 1993, elle est conseillère juridique à la commission constitutionnelle d'Éthiopie. Elle travaille à la rédaction de la nouvelle constitution du pays et plaide en faveur des droits des femmes et des enfants. En parallèle de ce travail, elle se rend à La Haye (Pays-Bas) pour suivre une formation sur les droits de l'homme. Elle découvre que des avocates africaines préconisent une réforme juridique et une application des lois garantissant les droits des femmes. À son retour en Éthiopie, avec Kifle Wodajo (en) et Atsedeweine Tekle, elle travaille à la création d'une association éthiopienne des femmes juristes.
L'association éthiopienne des femmes juristes, en anglais Ethiopian Woman Lawyers Association (EWLA) est fondée en 1995. Elle ouvre le premier centre d'aide juridique pour les femmes pauvres victimes d'injustice à Addis-Abeba et six centres régionaux, ainsi que soixante comités parajuridiques locaux. Près de 100 000 femmes ont bénéficié de ces services et des affaires importantes ont permis des précédents qui ont aboli certaines pratiques culturelles comme l'enlèvement d'enfants et la violence conjugale. EWLA réussit à améliorer le droit de la famille, les lois criminelles et les lois de nationalité pour éliminer les dispositions préjudiciables contre les femmes. En prévision des élections législatives de 2000, EWLA aide les femmes à participer au vote et elle encourage et soutient plus de 30 femmes candidates à des sièges parlementaires. L'association offre également aux femmes une éducation quand elles ne peuvent pas terminer leurs études. En 2002, EWLA compte 45 avocats[réf. nécessaire]. En 2003, EWLA crée le Réseau des associations de femmes éthiopiennes (NEWA) pour amplifier la voix des femmes sur la promotion de la femme et les droits des femmes. 
Meaza Ashenafi devient la première directrice d'EWLA jusqu'en 2004. Elle dirige l'association lors de sa suspension temporaire à la suite d'une critique à l'égard du ministre de la Justice, jugé trop inactif dans un cas particulier. 
En 2004, Meaza Ashenafi rejoint le Groupe Inter Africa où elle organise des dialogues politiques et contribue à la création et à la coordination d'un forum de discussion entre les partis politiques en vue des élections de 2005.
En 2005, parrainée par l'UNESCO, elle suit des études supérieures à l'université du Connecticut. Pour étudier aux États-Unis, elle doit quitter longtemps ses deux jeunes filles, ce qui est possible grâce au soutien de son mari, le Dr Araya Asfaw. En 2006, elle obtient une maîtrise en relations internationales en « droit des femmes ». Sa thèse a pour sujet « les femmes dans la prise de décision publique ». Elle occupe ensuite un poste à la Commission économique des Nations Unies pour l'Afrique (CEA). Elle collecte, organise et diffuse des données sur les droits et libertés des femmes africaines.
Dès 2008 et jusqu'à l'ouverture en 2011, elle travaille avec son amie Sarah Abera à la création de la première banque de femmes en Éthiopie.
La banque Enat, en anglais Enat Bank, est une banque éthiopienne pour les femmes, créée en 2011. Elle est destinée à contribuer à l'autonomisation économique des femmes par un meilleur accès au capital. À travers ce service rendu accessible aux femmes, cette banque sert tous les Éthiopiens. Enat, እናቴ en amharique, peut se traduire par « ma mère », « maman ».
Le domaine de la banque est nouveau pour Meaza Ashenafi, mais s'étant beaucoup documentée, elle recrute du personnel qualifié dont une forte proportion de femmes et, après trois ans de préparation, la banque ouvre avec un capital requis de 75 millions de birrs. À son ouverture, Enat compte 7 000 actionnaires, dont 64 % sont des femmes. Meaza Ashenafi est la première présidente du conseil d'administration. Au cours de son mandat, les profits d'Enat ont été multipliés par cinq pour atteindre près de 100 millions de birrs. En 2017, la banque a distribué 2,4 milliards de birrs.
En 2017, à l'assemblée générale des actionnaires, Meaza Ashenafi quitte la présidence. Elle a l'espoir qu'Enat aura un impact sur les femmes éthiopiennes et sur l'Éthiopie.
En novembre 2018, elle devient présidente de la Cour suprême éthiopienne,. Après quatre ans de mandat, elle démissionne de ce poste avec le vice-président Solomon Areda le 17 janvier 2023. Le parlement éthiopien nomme alors Tewdros Mihret comme président et Abeba Embiale comme vice-président de cette Cour suprême fédérale.

## Engagement féministe
En tant qu'avocate, Meaza Ashenafi a représenté des milliers de femmes, dans les domaines de la violence domestique, de la violence sexuelle, de la famille, de l'économie et des droits fonciers. En 2009, Meaza Ashenafi s'exprime sur les stéréotypes auxquels les femmes sont confrontées en Éthiopie. Elle accuse les proverbes amhariques qui décrivent les femmes comme faibles et délicates. Ceux-ci mettent en valeur les hommes et rabaissent les femmes. Ils véhiculent des idées comme « la place de la femme est seulement dans les tâches domestiques », « les femmes en général manquent de bon sens et sont irresponsables » et « même si une femme est intelligente, seul un homme peut être pratique pour appliquer les connaissances », allusion à des rôles basés sur le genre dans la société urbaine éthiopienne, en particulier à Addis-Abeba.
Au sein de l'association Ethiopian Woman Lawyers, Meaza Ashenafi œuvre pour la protection des femmes et des enfants. 
En 1996, aux débuts de l'association, elle apprend par la radio l'affaire de l'enlèvement et du viol d'Aberash Bekele, une adolescente de 14 ans passible d'une peine de vingt-cinq ans de prison pour avoir tué l'homme qui l'a enlevé et violé afin de l'épouser. Inspirée par la force d'Aberash et comprenant qu'il s'agit d'un cas déterminant contre les pratiques ancestrales, elle s'occupe du dossier et plaide la légitime défense, jamais accordée à une femme en Éthiopie. Elle obtient un précédent judiciaire qui rend, à partir de 2004, illégal et passible de quinze ans d'emprisonnement l'enlèvement de fillettes en vue de leur mariage. Ce fait historique a inspiré le film Difret, primé au Festival du film de Sundance en 2014,.
Meaza Ashenafi se révèle une pionnière des droits des femmes en Éthiopie. Elle se consacre à faire connaître les besoins des plus défavorisées par les structures sociales et économiques traditionnelles du pays, à faire évoluer les mentalités et les lois et à créer des programmes, afin de permettre l’émancipation des femmes éthiopiennes. Elle aide les femmes à jouer un rôle meilleur et plus important dans la société. Elle contribue à leur sécurité, leur donne la parole. Elle leur apprend à s'organiser pour obtenir un pouvoir économique et à faire pression sur le gouvernement. Au sein d'EWLA, elle obtient des améliorations progressives pour les droits des femmes mais elle aspire à davantage :

« Mon objectif est d’éradiquer toutes les formes de discrimination contre les femmes et de leur assurer des chances égales en éducation, en emploi et dans le milieu public. »

## Personnalité
Meaza Ashenafi s'est inspirée de modèles : de sa mère d'abord, de Senedu Gebru, la première femme membre du parlement éthiopien, de collègues, notamment Kifle Wodajo et Atsedeweine Tekle, d'amis mais aussi de femmes ordinaires qui tous les jours luttent pour donner à manger et scolariser leurs enfants dans des situations difficiles. Selon elle, son succès est dû un travail acharné. Il nécessite des qualités d'honnêteté, de patience et d'exactitude dans les faits, mais aussi de tolérance, de flexibilité, une aptitude à encourager les autres et à comprendre les forces et les faiblesses de chacun. Elle aime travailler avec d'autres personnes et déléguer. Elle s'assure d'avoir les bonnes personnes dans l'équipe qu'elle s'efforce de garder unie et motivée même pendant les périodes difficiles. Meaza Ashenafi encourage les femmes éthiopiennes à ne pas se résoudre à une situation discriminatoire et à des abus. Elle affirme que ceux-ci ne sont pas données par Dieu mais par « une injustice imposée par la société et sujette à changement ». Elle souhaite l'autonomie, le courage, l'énergie et l'ouverture d'esprit à toutes les femmes éthiopiennes.
Meaza Ashenafi est considérée comme l'une des femmes les plus respectées en Éthiopie.

## Publications
- Butajira Rural Health Program: Women’s Health and Life Events Study in Rural Ethiopia, en collaboration avec Yegomawork Gossaye, Negussie Deyessa, Yemane Berhane, Mary Ellsberg, Maria Emmelin, Atalay Alem, Alemayehu Negash, Derege Kebede, Gunnar Kullgren, Ulf Hogberg, 2003, Éd. The Ethiopian Journal of Health Development   (ISSN 1021-6790)

## Prix et nominations
- 2003 : Prix de l'Afrique au Hunger Project (États-Unis)[11],[5] ;
- 2005 : Nomination pour le prix Nobel de la paix[1] ;
- 2008 : Nomination pour le Prix international de la femme de courage (États-Unis)[19].